# Kyle Chalmers
Kyle Chalmers (Ashford, 25 juni 1998) is een Australische zwemmer. Hij vertegenwoordigde zijn vaderland op de Olympische Zomerspelen 2016 in Rio de Janeiro.

## Carrière
Chalmers won twee bronzen estafettemedailles op de Olympische Jeugdzomerspelen 2014 in Nanking.
Bij zijn internationale seniorendebuut, op de wereldkampioenschappen zwemmen 2015 in Kazan, strandde Chalmers samen met Tommaso D'Orsogna, Matt Abood en Ashley Delaney in de series van de 4x100 meter vrije slag. Op de 4x100 meter wisselslag zwom hij samen met Mitch Larkin, Jake Packard en David Morgan in de series, in de finale sleepten Larkin en Packard samen met Jayden Hadler en Cameron McEvoy de zilveren medaille in de wacht. Voor zijn aandeel in de series werd Chalmers beloond met eveneens de zilveren medaille. Op de wereldkampioenschappen zwemmen jeugd 2015 in Singapore won de Australiër goud op zowel de 50 als de 100 meter vrije slag, daarnaast won hij nog vijf estafettemedailles.
Tijdens de Olympische Zomerspelen van 2016 in Rio de Janeiro werd Chalmers olympisch kampioen op de 100 meter vrije slag. Samen met James Roberts, James Magnussen en Cameron McEvoy veroverde hij de bronzen medaille op de 4x100 meter vrije slag. Op de 4x100 meter wisselslag legde hij samen met Mitch Larkin, Jake Packard en David Morgan beslag op de bronzen medaille.

## Internationale toernooien
| Jaar | Olympische Spelen                                       | WK langebaan                                                              | WK kortebaan  | PanPacs | Gemenebestspelen |
| ---- | ------------------------------------------------------- | ------------------------------------------------------------------------- | ------------- | ------- | ---------------- |
| 2015 |                                                         | 13e 4x100m vrije slag · 4x100m wisselslag · Chalmers zwom enkel de series |               |         |                  |
| 2016 | 100m vrije slag · 4x100m vrije slag · 4x100m wisselslag |                                                                           | 6-11 december |         |                  |

## Persoonlijke records
Bijgewerkt tot en met 25 oktober 2016
Kortebaan
| Afstand         | Tijd    | Datum           | Plaats    |
| --------------- | ------- | --------------- | --------- |
| 50m vrije slag  | 21,73   | 6 november 2014 | Adelaide  |
| 100m vrije slag | 46,12   | 25 oktober 2016 | Tokio     |
| 200m vrije slag | 1:42,67 | 22 oktober 2016 | Singapore |

Langebaan
| Afstand         | Tijd  | Datum            | Plaats         |
| --------------- | ----- | ---------------- | -------------- |
| 50m vrije slag  | 22,15 | 28 maart 2016    | Adelaide       |
| 100m vrije slag | 47,58 | 10 augustus 2016 | Rio de Janeiro |